# Pirascca
Genre
Pirascca est un genre d'insectes lépidoptères sud-américains de la famille des Riodinidae.

## Dénomination
Le nom Pirascca leur a été donné par Jason Piers Wilton Hall et Willmott en 1996.

## Liste d'espèces
Selon BioLib (2 janvier 2021) :
- Pirascca apolecta (Bates, 1868) ; présent au Brésil
- Pirascca arbuscula (Möschler, 1883) ; présent en Guyane, au Guyana, au Surinam, au Panama et au Brésil
- Pirascca crocostigma (Bates, 1868) ; présent au Brésil
- Pirascca hanneri Gallard, Viloria, Fratello & Costa, 2017
- Pirascca histrica (Stichel, 1910)
- Pirascca iasis (Godman, 1903) ; présent en Équateur et au Pérou
- Pirascca interrupta (Lathy, 1932) ; présent en Guyane
- Pirascca mimica Gallard & Fernandez, 2012
- Pirascca patriciae Hall & Willmott, 2007
- Pirascca phoenicura (Godman & Salvin, [1886]) ; présent au Nicaragua et en Colombie
- Pirascca pluto (Stichel, 1911) ; présent en Colombie
- Pirascca polemistes Hall & Willmott, 1996 ; présent au Panama et en Équateur
- Pirascca pujarnii J. Jauffret & Martins, 2006
- Pirascca sagaris (Cramer, 1775) ; présent au Surinam, à Trinité-et-Tobago, au Brésil et au Pérou
- Pirascca sticheli (Lathy, 1932) ; présent en Équateur et en Guyane
- Pirascca suapure (Weeks, 1906)
- Pirascca tyriotes (Godman & Salvin, 1878) ; présent en Guyane, au Panama et au Costa Rica